# Reciclado de agua caliente en calefacción

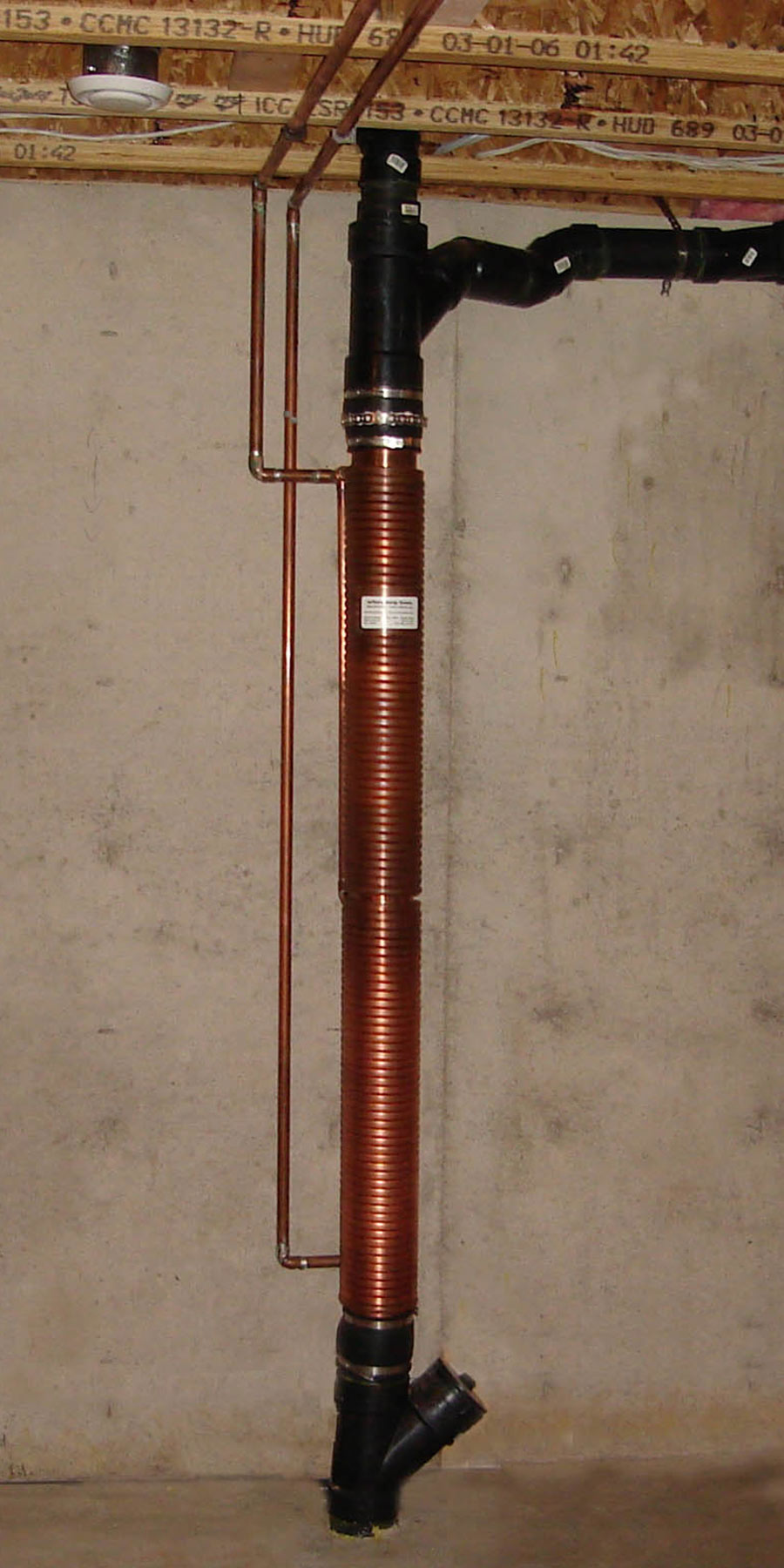
Una unidad típica en el basamento de una vivienda.

El reciclado del calor para agua caliente, (también conocido como fuga de agua de recuperación de calor, recuperación de calor de aguas grises o, a veces ducha de agua de recuperación de calor) es el uso de tecnologías de intercambiadores de calor para la recuperación y reutilización del calor del agua caliente, para ser reutilizado en diversas actividades como lavar la vajilla, lavado de ropa y sobre todo las duchas. La tecnología se utiliza para reducir la energía primaria para el consumo interno y el calentamiento de agua. Es posible ahorrar hasta un 60% de la energía térmica, que de otro modo se hubiera perdido por el desagüe cuando se utiliza la ducha.
La tecnología está plenamente reconocida en Canadá, donde los estándares federales ecoENERGY buscan la readaptación de los hogares mediante programas que ofrecen subvenciones a las instalaciones. El programa EnerGUIDE afecta a la construcción de viviendas nuevas y tiene entre sus principales objetivos el ahorro de energía.